# Campeonato Mundial de Esquí Nórdico de 2009
El XLVIII Campeonato Mundial de Esquí Nórdico se celebró en la localidad de Liberec (República Checa) entre el 18 de febrero y el 1 de marzo de 2009 bajo la organización de la Federación Internacional de Esquí (FIS) y la Asociación Checa de Esquí.
Participaron en total 589 esquiadores (395 hombres y 194 mujeres) de 61 países miembros de la FIS.

## Esquí de fondo

### Masculino
| Evento                          | Oro                                                                                            | Plata                                                                                 | Bronce                                                                                            |
| ------------------------------- | ---------------------------------------------------------------------------------------------- | ------------------------------------------------------------------------------------- | ------------------------------------------------------------------------------------------------- |
| Velocidad individual EL (24.02) | Ola Vigen Hattestad · Noruega ·                                                                | Johan Kjølstad · Noruega ·                                                            | Nikolai Morilov · Rusia ·                                                                         |
| Velocidad por equipo EC (25.02) | Noruega · Johan Kjølstad · Ola Vigen Hattestad · 22:48,5                                       | Alemania · Tobias Angerer · Axel Teichmann · 22:49,0                                  | Finlandia · Ville Nousiainen · Sami Jauhojärvi · 22:49,0                                          |
| 15 km EC (20.02)                | Andrus Veerpalu Estonia 38:54,4                                                                | Lukáš Bauer · República Checa · 39:00,7                                               | Matti Heikkinen · Finlandia · 39:10,8                                                             |
| 30 km persecución EM (22.02)    | Petter Northug · Noruega · 1:15:52,4                                                           | Anders Södergren · Suecia · 1:15:55,5                                                 | Giorgio Di Centa · Italia · 1:16:04,3                                                             |
| 50 km EL (01.03)                | Petter Northug · Noruega · 1:59:38,1                                                           | Maxim Vylegzhanin · Rusia · 1:59:38,8                                                 | Tobias Angerer · Alemania · 1:59:40,0                                                             |
| Relevo 4 × 10 km (27.02)        | Noruega · Eldar Rønning · Odd-Bjørn Hjelmeset · Tore Ruud Hofstad · Petter Northug · 1:41:50,6 | Alemania · Jens Filbrich · Tobias Angerer · Franz Göring · Axel Teichmann · 1:41:53,2 | Finlandia · Matti Heikkinen · Sami Jauhojärvi · Teemu Kattilakoski · Ville Nousiainen · 1:42:34,5 |

### Femenino
| Evento                          | Oro                                                                                               | Plata                                                                                          | Bronce                                                                           |
| ------------------------------- | ------------------------------------------------------------------------------------------------- | ---------------------------------------------------------------------------------------------- | -------------------------------------------------------------------------------- |
| Velocidad individual EL (24.02) | Arianna Follis · Italia ·                                                                         | Kikkan Randall Estados Unidos                                                                  | Pirjo Muranen · Finlandia ·                                                      |
| Velocidad por equipo EC (25.02) | Finlandia · Aino-Kaisa Saarinen · Virpi Kuitunen · 19:43,7                                        | Suecia · Anna Olsson · Lina Andersson · 20:03,7                                                | Italia · Marianna Longa · Arianna Follis · 20:07,5                               |
| 10 km EC (19.02)                | Aino-Kaisa Saarinen · Finlandia · 28:12,8                                                         | Marianna Longa · Italia · 28:17,0                                                              | Justyna Kowalczyk · Polonia · 28:24,3                                            |
| 15 km persecución EM (21.02)    | Justyna Kowalczyk · Polonia · 40:55,3                                                             | Kristin Størmer Steira · Noruega · 40:57,0                                                     | Aino-Kaisa Saarinen · Finlandia · 41:03,3                                        |
| 30 km EL (28.02)                | Justyna Kowalczyk · Polonia · 1:16:10,6                                                           | Yevgueniya Medvedeva · Rusia · 1:16:19,4                                                       | Valentina Shevchenko · Ucrania · 1:16:19,9                                       |
| Relevo 4 × 5 km (26.02)         | Finlandia · Pirjo Muranen · Virpi Kuitunen · Riitta-Liisa Roponen · Aino-Kaisa Saarinen · 54:24,3 | Alemania · Katrin Zeller · Evi Sachenbacher-Stehle · Miriam Gössner · Claudia Nystad · 54:37,3 | Suecia · Lina Andersson · Britta Norgren · Anna Haag · Charlotte Kalla · 54:37,7 |

## Salto en esquí

### Masculino
| Evento                              | Oro                                                                                           | Plata                                                                                | Bronce                                                              |
| ----------------------------------- | --------------------------------------------------------------------------------------------- | ------------------------------------------------------------------------------------ | ------------------------------------------------------------------- |
| Trampolín normal individual (21.02) | Wolfgang Loitzl · Austria · 282,0 pts.                                                        | Gregor Schlierenzauer · Austria · 275,0 pts.                                         | Simon Ammann · Suiza · 274,5 pts.                                   |
| Trampolín grande individual (27.02) | Andreas Küttel · Suiza · 141,3                                                                | Martin Schmitt · Alemania · 140,9                                                    | Anders Jacobsen · Noruega · 139,5                                   |
| Trampolín grande por equipo (28.02) | Austria · Wolfgang Loitzl · Martin Koch · Thomas Morgenstern · Gregor Schlierenzauer · 1034,3 | Noruega · Anders Bardal · Tom Hilde · Johan Remen Evensen · Anders Jacobsen · 1000,8 | Japón Shohei Tochimoto Takanobu Okabe Daiki Ito Noriaki Kasai 981,2 |

### Femenino
| Evento                              | Oro                                   | Plata                                  | Bronce                              |
| ----------------------------------- | ------------------------------------- | -------------------------------------- | ----------------------------------- |
| Trampolín normal individual (20.02) | Lindsey Van Estados Unidos 243,0 pts. | Ulrike Gräßler · Alemania · 239,0 pts. | Anette Sagen · Noruega · 238,5 pts. |

## Combinada nórdica
| Evento                             | Oro                                                                     | Plata                                                                                  | Bronce                                                                       |
| ---------------------------------- | ----------------------------------------------------------------------- | -------------------------------------------------------------------------------------- | ---------------------------------------------------------------------------- |
| TN + 10 km salida en grupo (19.02) | Todd Lodwick Estados Unidos 276,0                                       | Tino Edelmann · Alemania · 273,7                                                       | Jason Lamy-Chappuis Francia 265,2                                            |
| TN + 10 km individual (22.02)      | Todd Lodwick Estados Unidos 24:22,3                                     | Jan Schmid · Noruega · 24:35,3                                                         | Bill Demong Estados Unidos 24:55,8                                           |
| TG + 10 km individual (28.02)      | Bill Demong Estados Unidos 23:36,6                                      | Björn Kircheisen · Alemania · 23:49,4                                                  | Jason Lamy-Chappuis Francia 24:08,0                                          |
| TG + 4 × 5 km por equipo (26.02)   | Japón Yusuke Minato Taihei Kato Akito Watabe Norihito Kobayashi 48:32,3 | Alemania · Ronny Ackermann · Eric Frenzel · Björn Kircheisen · Tino Edelmann · 48:32,3 | Noruega · Mikko Kokslien · Petter Tande · Jan Schmid · Magnus Moan · 48:35,9 |

## Medallero
| Núm. | País            | Oro | Plata | Bronce | Total |
| ---- | --------------- | --- | ----- | ------ | ----- |
| 1    | Noruega         | 5   | 4     | 3      | 12    |
| 2    | Estados Unidos  | 4   | 1     | 1      | 6     |
| 3    | Finlandia       | 3   | 0     | 5      | 8     |
| 4    | Austria         | 2   | 1     | 0      | 3     |
| 5    | Polonia         | 2   | 0     | 1      | 3     |
| 6    | Italia          | 1   | 1     | 2      | 4     |
| 7    | Japón           | 1   | 0     | 1      | 2     |
| 7    | Suiza           | 1   | 0     | 1      | 2     |
| 9    | Estonia         | 1   | 0     | 0      | 1     |
| 10   | Alemania        | 0   | 8     | 1      | 9     |
| 11   | Rusia           | 0   | 2     | 1      | 3     |
| 11   | Suecia          | 0   | 2     | 1      | 3     |
| 13   | República Checa | 0   | 1     | 0      | 1     |
| 14   | Francia         | 0   | 0     | 2      | 2     |
| 15   | Ucrania         | 0   | 0     | 1      | 1     |
|      | TOTAL           | 20  | 20    | 20     | 60    |